# Ранні палеоескімоси
Ранній палеоескімоський період є першим із трьох окремих періодів людської діяльності, визнаних археологами у східній частині північноамериканської Арктики, іншими є пізній палеоескімоський період і Туле. Дати цих занять відрізняються залежно від конкретного географічного регіону та культурно-історичної перспективи, але загальновизнано, що ранні палео-ескімоси приблизно охоплюють період від 4500 до н. е. до 2800–2300 до н. е.

## Рання палеоескімоська традиція
Рання палеоескімоська традиція відома низкою місцевих, а іноді просторово та часово перекриваються та пов'язаних варіантів, включаючи культуру Індепенденс у високій Арктиці та Гренландії, культуру Саккак у Гренландії , переддорсетську культуру у високій та центральній Арктиці та регіон Баффін / Унгава та Гросуотер у Ньюфаундленді та Лабрадорі. У більш загальному плані вони підпадають під більшу традицію мікролітів, відому як арктична традиція малих інструментів. Вважається, що їхні предки походять з Аляски, а перед цим із Сибіру та Євразії.